# 石巻村
石巻村（いしまきむら）は、愛知県八名郡にかつて存在した村。
現在の豊橋市東北部、及び中心部の東側に該当し、東は静岡県に接する。
八名郡の南部に位置し、村名は石巻山に由来するという。

## 歴史
- 江戸時代、この地域は吉田藩領、寺社領などであった。
- 1875年（明治8年） - 神ヶ谷村と森岡新田が合併し、神ヶ谷村となる。
- 1878年（明治11年）
  - 多米村と赤岩村が合併し、多米村となる。
  - 神郷村と金田村が合併し、三輪村となる。
  - 神ヶ谷村、高井村、和田村、長楽村が合併し、玉川村となる。
  - 嵩山村、月ヶ谷村、長彦村が合併し、嵩山村となる。
  - 平野村と中野田新田が合併し、平野村となる。
  - 入文村と成沢村が合併し、小野田村となる。
- 1889年（明治22年）10月1日
  - 多米村と三輪村が合併し、美米村となる。
  - 馬越村、西川村、萩平村、中山村、平野村、小野田村が合併し、西郷村となる。
- 1892年（明治25年）12月23日 - 美米村が多米村と三輪村に分立する。
- 1906年（明治39年）7月1日 - 多米村、三輪村、玉川村、嵩山村、西郷村が合併し、石巻村となる。
- 1932年（昭和7年）9月1日 - 石巻村の一部（旧・多米村）が豊橋市に編入される。
- 1955年（昭和30年）3月1日 - 豊橋市に編入される。

## 学校
- 石巻村立三輪小学校（現・豊橋市立石巻小学校）
- 石巻村立西郷小学校（現・豊橋市立西郷小学校）
- 石巻村立嵩山小学校（現・豊橋市立嵩山小学校）
- 石巻村立玉川小学校（現・豊橋市立玉川小学校）
- 石巻村立石巻中学校（現・豊橋市立石巻中学校）
- 愛知県立新城高等学校石巻分校（1965年廃止）

## 神社・仏閣
- 石巻神社
- 大蔵神社
- 十輪寺
- 東光寺
- 正宗寺

## 史跡
- 月ヶ谷城址
- 五本松城址
- 西川城址
- 嵩山宿（東海道の脇街道の1つである本坂通〈姫街道〉の宿場）